# Чашка

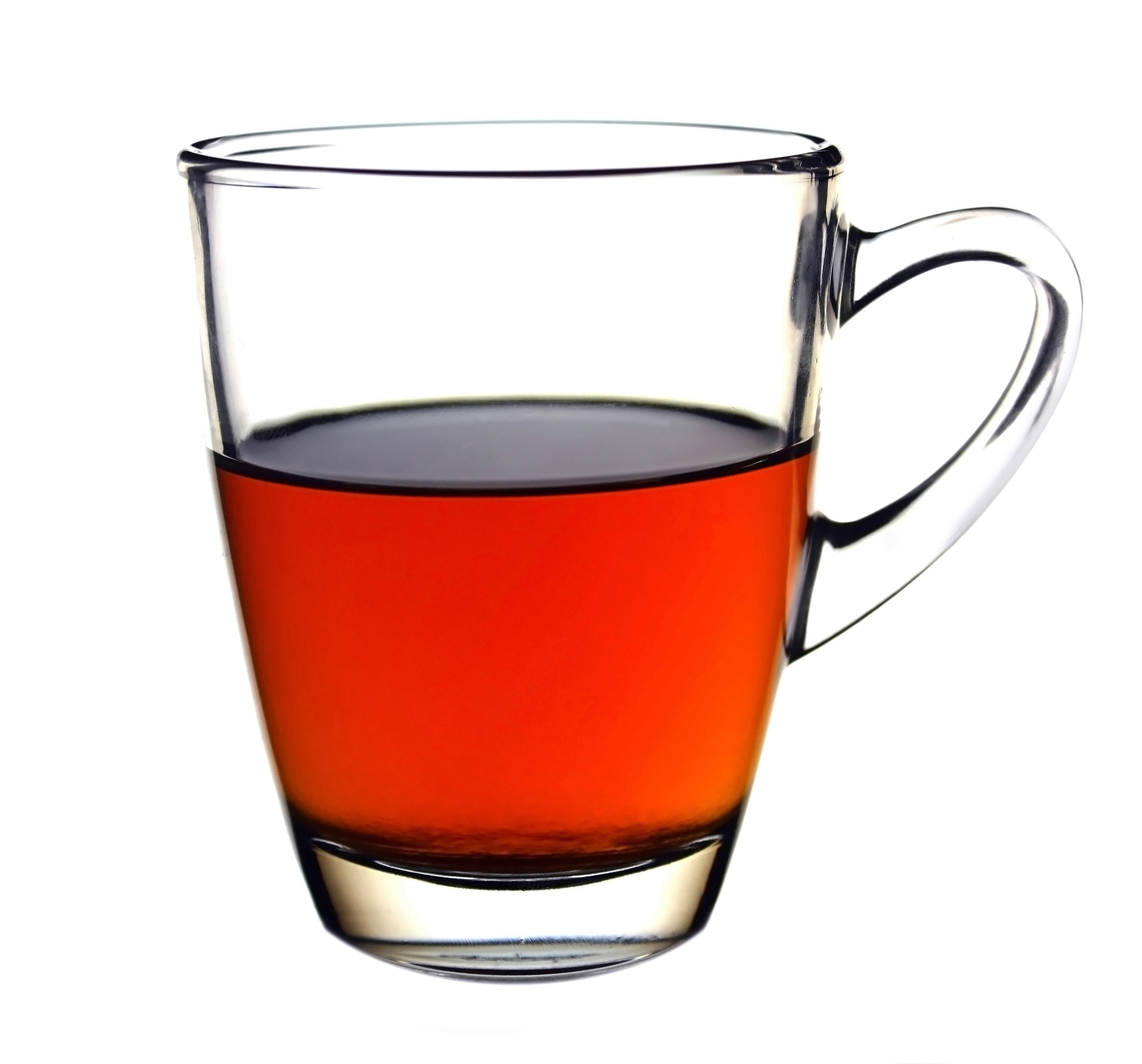
Скляна чашка з чаєм.

Філіжанка кави.

Ча́шка (ча́ша), або філіжа́нка (від тур. і крим. filcan) чи діал. розм. горнятко — невелика посудина (частіше з вушком), переважно з порцеляни, фаянсу, з якої п'ють воду, чай, каву та інші напої. Зазвичай використовується з відповідним блюдцем.

## Назви
Слово «чашка» є питомим українським словом, зменшувальним від «чаша». Згідно з «Етимологічним словником української мови» слово «філіжанка» є запозиченням з перс. فنجان (фенджа́н) через посередництво тур. fincan та через пол. filiżanka і рум. filigean.
Слово «філіжанка», на думку професора Пономарева, вживають лише щодо посуду, з якого п'ють каву (рідше чай).
Посібник «Чистота і правильність української літературної мови» Пантелеймона Ковалева радить не називати чашку «горнятком», оскільки первинне значення цього слова — маленький горщик.

## Різновиди
- Бульйонні. Місткість: 350—400 см³. Використовуються для бульйонів, росолів, супів-пюре і заправних супів з дрібно нарізаними харчами. Випускають з двома (з протилежних сторін), і з однією, ручками.
- Чайні. Місткість: 200—250 см³. Використовуються для чаю, кави з молоком або вершками, віденської кави, какао, шоколаду.
- Кавові. Використовуються для чорної кави (місткість: 75–100 см³) і східної (турецької) кави (50–70 см³).

У багатьох релігіях чашки тієї чи іншої форми та об'єму використовуються як предмети релігійного культу, наприклад, потир в християнстві або співаючі піали Тибету в східних релігіях.
У різних регіонах світу є свої стандартні розміри чашок:
- Європейська (метрична) — 250 см³;
- Американська — 237—240 см³;
- Англійська — 284 см³;
- Японська — 200 см³ або 1 го (180 см³).